# Sinpo
Sinpo là một thành phố ven bờ Biển Nhật Bản ở trung bộ tỉnh Nam Hamgyong, Bắc Triều Tiên. Dân số khoảng 158.000 người. Nhiệt độ trung bình năm là -4,1 ℃ trong tháng 1 và 22,6 ℃ trong tháng 8. Lượng mưa trung bình namư là 688 mm. Kinh tế dựa vào ngư nghiệp và nuôi trồng thủy sản.